# A Ghostly Affair
A Ghostly Affair è un cortometraggio muto del 1914 diretto da Hay Plumb.

## Trama
Un ladro si introduce in un antico castello per rubare. Ma i dipinti del maniero prendono vita.

## Produzione
Il film fu prodotto dalla Hepworth.

## Distribuzione
Distribuito dalla Hepworth, il film - un cortometraggio di 175 metri - uscì nelle sale cinematografiche britanniche nel settembre 1914.
Fu distrutto nel 1924 dallo stesso produttore, Cecil M. Hepworth. Fallito, in gravissime difficoltà finanziarie, Hepworth pensò in questo modo di poter almeno recuperare il nitrato d'argento della pellicola.